# Петро Моргунов (великий десантний корабель)
Петро Моргунов (рос. Пётр Моргунов) — російський великий десантний корабель проєкту 11711, перебуває в складі Північного флоту ВМФ ЗС Росії.

## Назва
Корабель названо на честь радянського генерал-лейтенанта, першого в СРСР кавалера ордена Нахімова І ступеня Петра Олексійовича Моргунова.

## Історія
ВДК «Петр Моргунов» було закладено 11 червня 2015 року на суднобудівному заводі «Янтар».
Спущений на воду 25 травня 2018. На момент спуску готовність корабля була близько 70 %. Заселений екіпажем у березні 2019 року.
Початок швартовних випробувань планувався на березень 2019 року, початок ходових випробувань — на червень 2019 ; фактично ж швартівні випробування розпочалися 15 листопада, а ходові 13 грудня 2019.
Підняття прапора та приймання до складу Північного флоту ВМФ Росії відбулося 23 грудня 2020.

### Російсько-українська війна
У лютому 2022 року, перед початком повномасштабного вторгнення в Україну, в складі загону із 6 ВДК, після переходу навколо Європи, перебазувався в Чорне море.